# یوتادندان
یوتادندان (نام علمی: Uteodon aphanoecetes) نام یک گونه از راسته پرنده‌کفلان است.